# Pontus de Wolfe
Pontus Bo Edward de Wolfe, tidigare Hellström, född 5 februari 1981 i Kalmar församling, Kalmar län, är en svensk musiker, låtskrivare och poddcastare.

## Biografi
de Wolfe är son till konstnären Ronald de Wolfe och Helena Hellström. Han är gift med Elsa Billgren och tillsammans har de ett barn.
de Wolfe gav ut sitt självbetitlade debutalbum 2012 och 2019 kom andra albumet Blood Orange, båda utgivna på eget skivbolag.
Tillsammans med Salem Al Fakir gav han 2011 ut boken Vad är musik och 100 andra jätteviktiga frågor. Samma år blev boken även en föreställning på Dramaten där de båda författarna även medverkade. År 2014 skapade de Wolfe och al Fakir även en ny musikal av Trollkarlen från Oz som sattes upp av Glada Hudik-teatern. Vid Grammisgalan 2015 tilldelades de en Grammis i kategorin Bästa barnmusik för musiken till musikalen.
År 2017 startade han podcasten Nya låten där han diskuterade nysläppta låtar tillsammans med upphovsmännen. Under 2018 drev han podden Pop-panelen där han bjöd in musikintresserade influencers, journalister och artister för att lyssna på och diskutera ny musik. Sedan 2021 driver han podden Kulturbarnen tillsammans med Ida Therén.

## Diskografi

### Album
- 2012 – Pontus de Wolfe.
- 2019 – Blood Orange.

### EP
- 2013 – Livet.

### Singlar
- 2012 – Min Förlorade Tid.
- 2018 – Summer of Love.
- 2018 – Summer of Love (BOYMAN remix), tillsammans med BOYMAN.
- 2018 – SEXY BODI, tillsammans med Lionman.
- 2018 – Kärleken har ingen tanke på oss.
- 2019 – The Moment.
- 2019 – More Beautiful.
- 2019 – How I Roll.
- 2020 – Beats & Noise, tillsammans med Ludwig Bell.
- 2022 – Keep it together.
- 2022 – Susy bye bye.
- 2023 – Calling me baby.
- 2023 – Puss kram hej (Live från Riksmixningsverket), tillsammans med Melina Borglowe.